# Tȟoká Itȟó

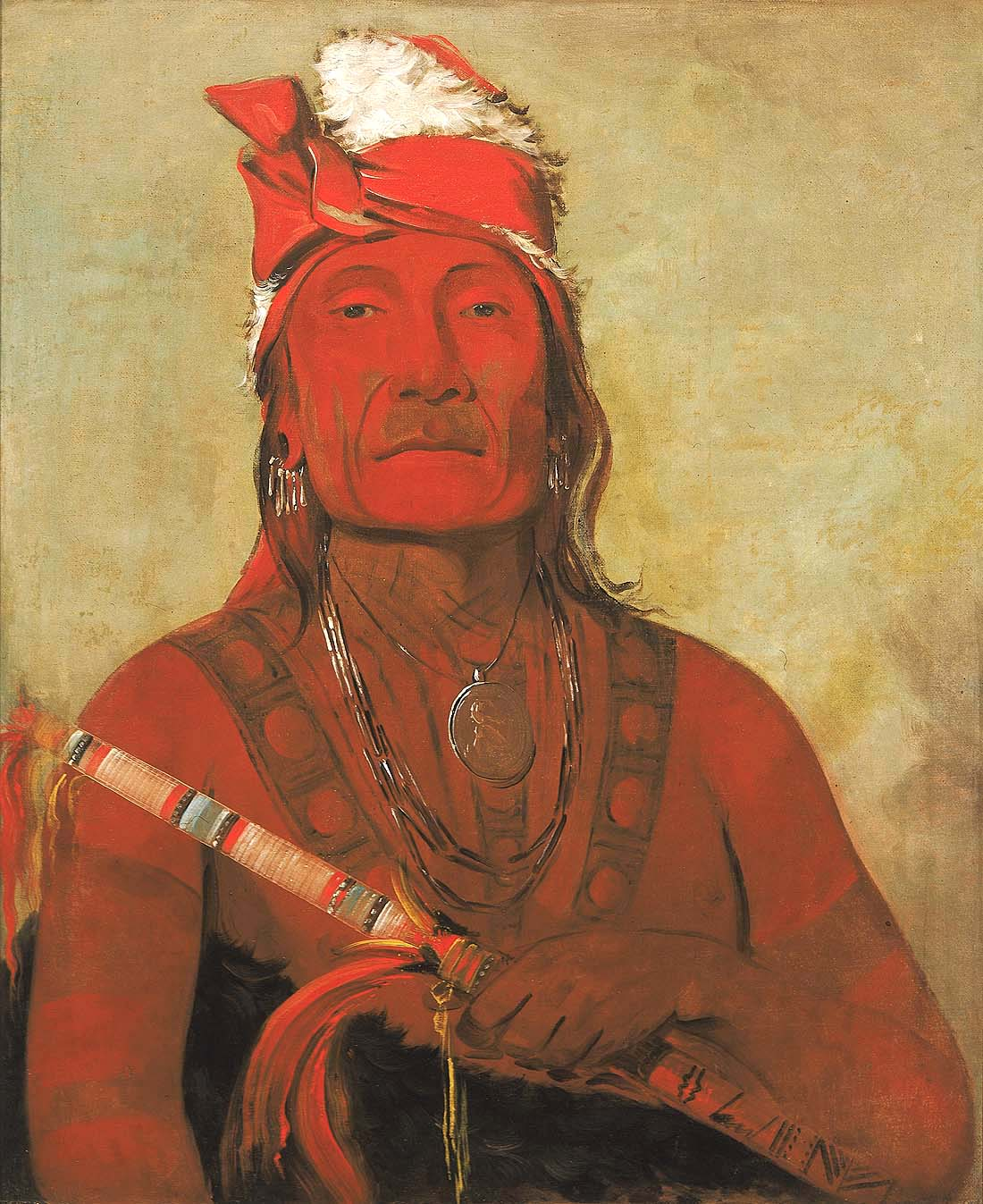
Toh-kí-e-to, Stein mit Hörnern, ein Häuptling, 1832 bei Fort Pierre von George Catlin gemalt.

Tȟoká Itȟó (Dakota: „Precedes for the First Time“ oder „Geht als erster voran, gerade durch“; Tȟoká Itȟó oder in historischer Schreibweise „Toh-kí-e-to“ bzw. auf Deutsch „Toh-kei-ih-to“/„Tokei-ihto“) war ein Häuptling, Schamane und Redner der Yankton-Sioux. Sein Name wurde oft fälschlicherweise mit „Stone with Horns“ bzw. „Stein mit Hörnern“ übersetzt.

## George Catlin malt Tȟoká Itȟó
Im Jahre 1832 versammelten sich viele Teton-, Sisseton- und Yankton-Sioux bei dem Handelsposten Fort Pierre in South Dakota, um mit der Pelzcompagnie Handel zu treiben und den Wiwáŋyaŋg Wačhípi, den Sonnentanz, zu zelebrieren. George Catlin besuchte diese ca. sechshundert Familien und malte mehrere ihrer Häuptlinge (und Geheimnismänner) dem Rang nach, darunter Hewáŋžiča (One Horn, Minneconjou), Matȟó Čík'a (Little Bear, Hunkpapa), Tȟoká Itȟó u. a.

Über Tȟoká Itȟó schreibt George Catlin:
„Sodann wurde Toh-kei-ih-to (der Stein mit Hörnern) gemalt; er war der Häuptling der Janctonhorde und galt als der beste Redner des Stammes. Hals, Brust und Schultern dieses Mannes waren so stark mit Pulver und Zinnober tätowiert, daß man in geringer Entfernung glaubte, er trage ein reich gesticktes Gewand. In der Hand hielt er eine schöne Pfeife, deren mehrere Fuß langer Stamm mit Schnüren von Stachelschweinstacheln umwunden war. Um den Körper trug er ein Fell des greulichen Bären und um den Hals mehrere Wampumschnüre, die man bei den Indianern im fernen Westen und im Norden selten findet. Während ich ihn malte, erzählte er dem Dolmetscher fortwährend von der wunderbaren Wirkung, die seine Beredsamkeit auf die Häuptlinge und das Volk seines Stammes zu verschiedenen Zeiten hervorgebracht habe.“

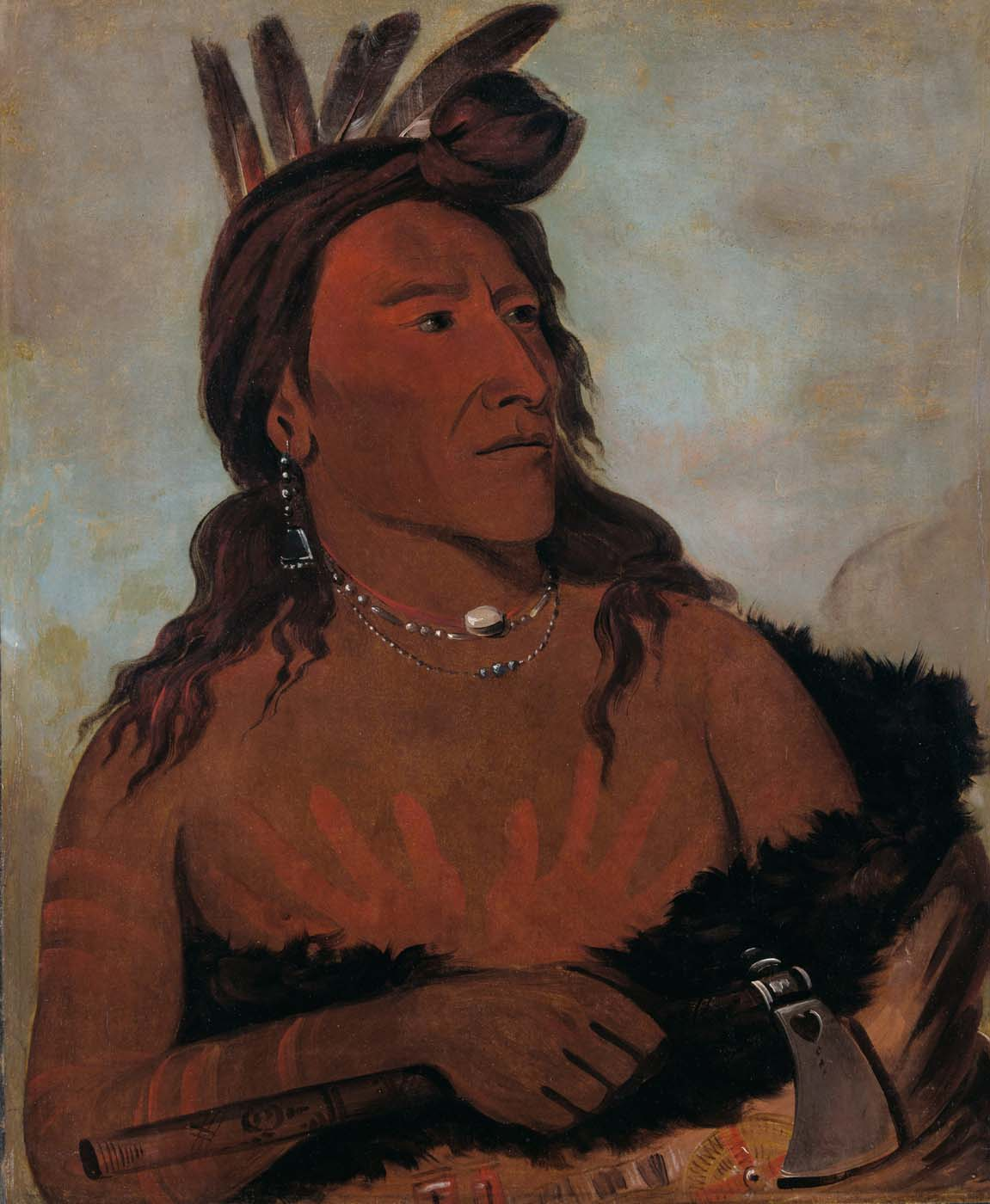
Little Bear, Hunkpapa-Häuptling.

George Catlin und Tȟoká Itȟó freundeten sich an. Der Yankton setzte sich auch beim Aufruhr über den Tod des Hunkpapa-Häuptlings Little Bear für Catlin ein, nachdem man Letzterem wegen des „Malerzaubers“ die Schuld dafür gegeben hatte. George Catlin malte Little Bear nämlich fast im Profil, wobei die eine Gesichtshälfte in den Schatten trat. Ein anderer Häuptling erklärte deshalb diese Seite für „wertlos“. In einem Duell schoss er diese Gesichtshälfte weg. Die Sioux gaben deshalb dem Maler die Schuld. George Catlin schreibt:
„Es wurden Ratsversammlungen abgehalten und in aller Feierlichkeit mein Tod beschlossen. In einer dieser Versammlungen erhob sich ein junger Mann von der Onc-pa-pa-Horde und sagte: ‚Das Blut zweier Häuptlinge ist soeben auf die Erde geflossen, und hundert Bogen sind gespannt, um noch mehr Blut zu vergießen! Auf wen sollen wir sie richten? Ich bin ein Freund der weißen Männer, aber es ist einer hier, dessen Medizin zu groß ist - er ist ein großer Medizinmann! Seine Medizin ist zu groß! Er war der Tod Mah-to-tschi-gas! Er machte nur eine Seite seines Gesichts! Er wollte nicht die andere machen - die Seite, welche er machte, war lebend, die andere war tot, und Schon-ka schoß sie weg! Wie ist das? Wer soll sterben?‘ [...] Sodann nahm Toh-kei-ih-to (ein Medizinmann der Janktonhorde, einer der besten Redner) das Wort: ‚Mein Freund, es sind junge Leute, die soeben gesprochen haben - ich fürchte mich nicht! Dein weißer Mann hat mein Bildnis gemalt, und es war gut - ich freue mich darüber - ich bin sehr froh, zu sehen, daß ich leben soll, nachdem ich tot bin! - Ich bin alt und fürchte mich nicht! - Einige unserer jungen Leute sind närrisch. Ich weiß, daß dieser Mann viele unserer Büffel in sein Buch hineingesteckt hat! Denn ich war bei ihm, und wir haben seitdem keine Büffel mehr zu essen gehabt; es ist wahr - aber ich fürchte mich nicht! Seine Medizin ist groß, und ich wünsche ihm alles Gute - wir sind Freunde!‘“
Daraufhin verließ George Catlin die Sioux.

## Trivia
Tȟoká Itȟó war der Namensgeber für den Protagonisten der Buchreihe „Die Söhne der Großen Bärin“ von Liselotte Welskopf-Henrich, jedoch kein Yankton-Dakota, sondern ein Lakota.